# 1973 au Manitoba
Chronologie du Manitoba
- 1969
- 1970
- 1971
- 1972
- 1973
- 1974
- 1975
- 1976
- 1977

Cette page concerne des événements survenus en 1973 dans la province canadienne du Manitoba.

## Politique
- Premier ministre : Edward Schreyer
- Chef de l'Opposition :
- Lieutenant-gouverneur : William J. McKeag
- Législature :

## Naissances
- 20 mars : Noam Gonick, réalisateur, scénariste, acteur, producteur, directeur de la photographie et monteur canadien né à Winnipeg.

- 6 mai : Rod E. Bruinooge (né à Thompson), homme politique canadien, représentant de la circonscription de Winnipeg-Sud à la Chambre des communes du Canada entre 2006 et 2015, sous la bannière du Parti conservateur du Canada.

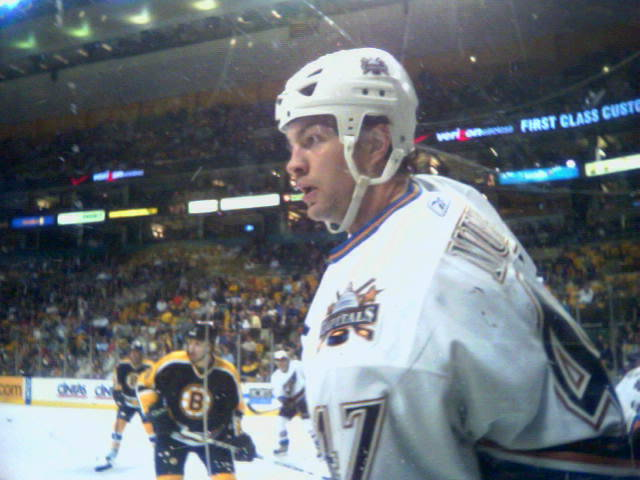
Bryan Muir en 2006.

- 8 juin : Bryan Muir (né à Winnipeg), joueur de hockey sur glace professionnel canadien. Il évolue au poste de défenseur.